# Peter Beil

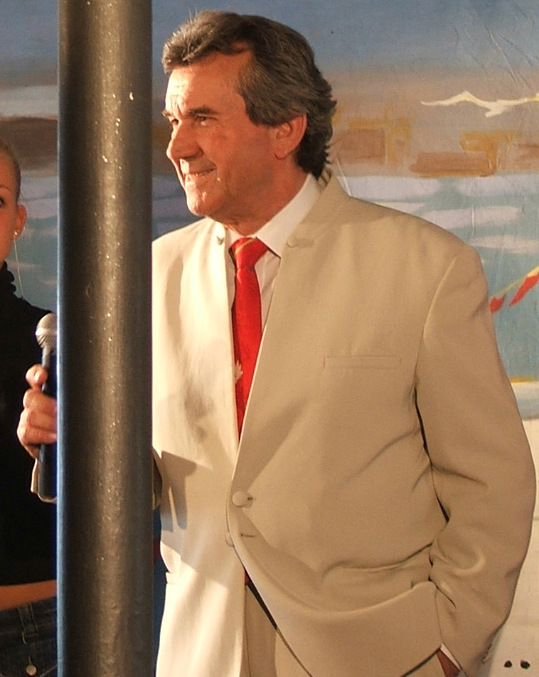
Peter Beil, 2005

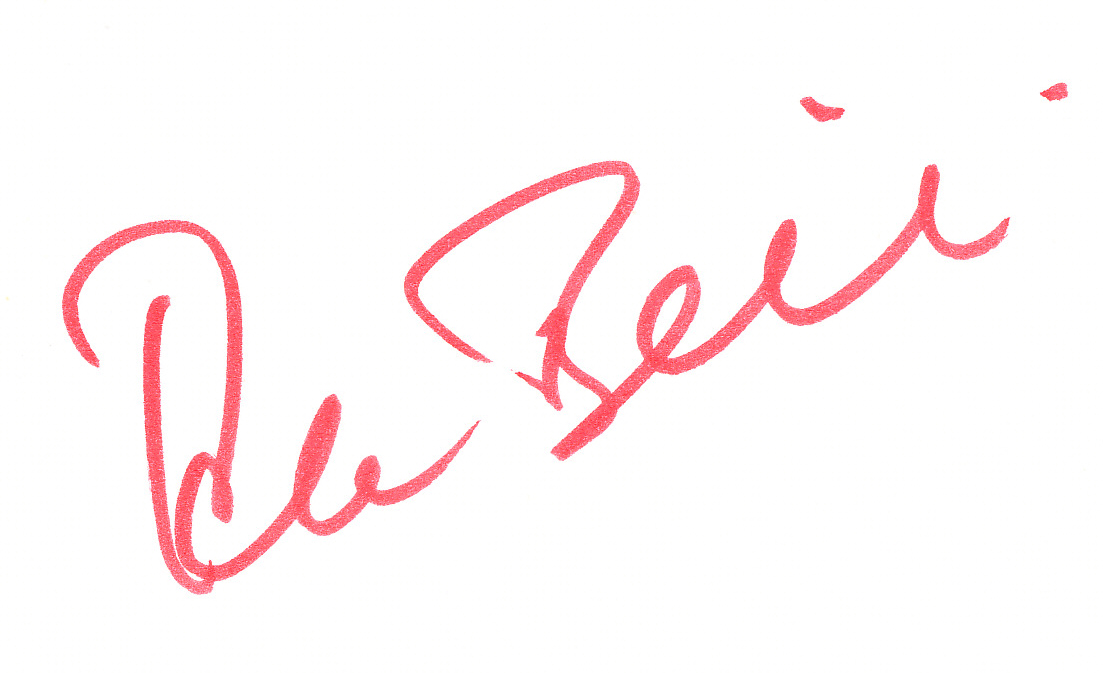
Autogramm von Peter Beil

Peter Beil (* 9. Juli 1937 in Hamburg; † 13. April 2007 ebenda) war ein deutscher Schlagersänger, Trompeter, Komponist und Bandleader.

## Leben
Peter Beil nahm als 12-Jähriger Geigenunterricht. Ferner spielte er im Posaunenchor, wo er die Trompete für sich entdeckte. Nach der Schule machte er zunächst eine kaufmännische Lehre. Später arbeitete er als Angestellter am Hamburger Flughafen. Schließlich studierte er an der Staatlichen Musikhochschule klassische Trompete. Mit einem Studienfreund trat er an Wochenenden bei Feiern auf. Im Laufe der Zeit vergrößerte sich die Gruppe bis auf sechs Mitglieder und nannte sich „Crazy Combo“. Leadsänger war Peter Beil. 1958 konnte die Band in Peter Frankenfelds Sendung Toi, Toi, Toi auftreten. Daraufhin erhielt Peter Beil einen Plattenvertrag beim Label Fontana, einem Tochterunternehmen von Philips. Die ersten Aufnahmen waren jedoch wenig erfolgreich. Der Durchbruch gelang ihm im Frühjahr 1961 mit der deutschen Aufnahme des Ray-Peterson-Hits Corinna, Corinna. Dieser Song konnte sich wochenlang in den deutschen Charts halten. Gleichzeitig wurde unter dem Pseudonym Ricky Boys seine deutsche Version des Ricky-Nelson-Erfolgs Hello Mary Lou veröffentlicht, bei der er selbst die zweite Stimme sang.
Im Folgejahr konnte sich Peter Beil mit dem Titel Ein verliebter Italiener für die Deutschen Schlager-Festspiele in Baden-Baden qualifizieren, landete dort jedoch nur auf dem letzten Platz. Auch das Projekt Ricky Boys wurde weiterverfolgt, diesmal mit Franco Duval als Gesangspartner. Peter Beil trat in drei Schlagerfilmen auf. Mit seinem Titel Adieu – Lebewohl – Goodbye trat er 1961 im Film … und du mein Schatz bleibst hier auf, mit Carolin-Carolina wirkte er 1962 im Film Tanze mit mir in den Morgen mit, und mit Heute Nacht (El Cóndor Pasa) wirkte er 1970 im Film Musik, Musik – da wackelt die Penne mit.
Bis weit in die 1960er Jahre nahm Beil erfolgreich deutsche Coverversionen US-amerikanischer Songs auf, darunter Und dein Zug fährt durch die Nacht (Original: 500 miles from home), das in Deutschland vor allem in der von Richard Anthony gesungenen französischen Fassung J'entends siffler le train bekannt wurde. 1965 nahm Beil an der deutschen Vorentscheidung zum Eurovision Song Contest teil. Sein Beitrag Nur aus Liebe landete mit null Punkten auf einem der drei letzten Plätze unter den insgesamt sechs Teilnehmern.
1966 wechselte Peter Beil zur Plattenfirma CBS, wo er mit Fremde in der Nacht, der deutschen Version des Frank-Sinatra-Hits Strangers in the Night einen weiteren großen Erfolg verbuchen konnte. Ein erneuter Versuch der Teilnahme bei den Deutschen Schlager-Festspielen 1966 mit Dahin möcht ich gehen misslang. 1970 war Peter Beil in einer der ersten Ausgaben der ZDF-Hitparade mit dem Titel Der Blitz schlug ein zu sehen und nahm mit Blaue Augen, rote Lippen und kastanienbraunes Haar an der deutschen Vorentscheidung zum Eurovision Song Contest teil, erreichte aber mit null Punkten nur den letzten Platz der sechs Teilnehmer. Trotzdem hatte er in der Folgezeit noch viele erfolgreiche Singles mit Titeln wie Du, ich, wir beide, Frage die Liebe oder Ein Mädchen zum Verlieben. Bis Ende der 1970er Jahre übernahm er auch die musikalische Leitung der Hitparadentour mit Dieter Thomas Heck.

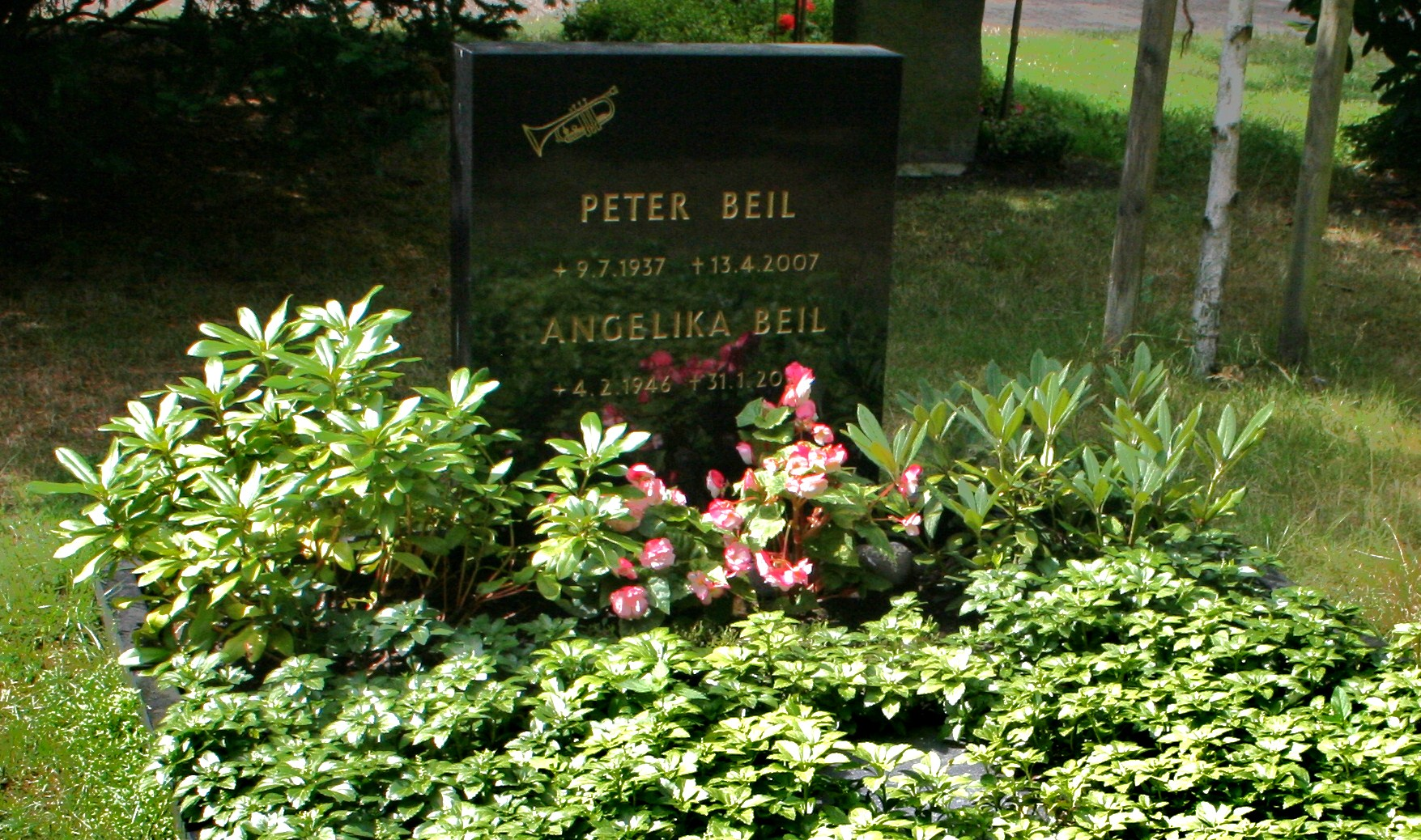
Grab von Peter Beil

Neben seinen eigenen Aufnahmen komponierte er auch für andere Künstler. 1984 stieg er schließlich beim Hazy-Osterwald-Sextett als Trompeter ein. Danach war er gelegentlich als Chorsänger bei verschiedenen Künstlern zu sehen und zu hören.
Peter Beil ist der Vater der Moderatorin und Schauspielerin Caroline Beil, deren Mutter, Barbara Kalweit, Miss Hamburg 1964, er bei den darauffolgenden Miss-Germany-Wahlen in Berlin kennenlernte und 1966 heiratete. Er starb 2007 im Alter von 69 Jahren an Lungenkrebs und wurde auf dem Hamburger Friedhof Altona beigesetzt.

## Diskografie

### Alben
- Melodien aus West Side Story (1964; Philips)
- Peter Beil (1966; Philips)
- Du darfst nie einsam sein (1966; CBS)
- Fremde in der Nacht (1966; CBS)
- Ein Lied erklingt (1967; Fontana)
- Die großen Erfolge (1993)
- Da Steht ein Pferd Auf'm Flur (1995)
- Zwei gute Freunde (1997)
- Corinna, Corinna (2000; Bear Family Records)

### Singles

Label der Single Sophia, 1960
Label der Single Ich komme wieder, DDR-Pressung von 1960
Label der Single Corinna, Corinna, 1961
Label der Single Hello, Mary-Lou, 1961
Label der Single Alle meine Träume, 1966
Label der Single Der Blitz schlug ein, 1969
Label der Single Bleib’ für immer, Lydia, 1973

| VÖ      | Titel | Label Katalognummer       |
| ------- | --- | ------------------------- |
| 12/1958 | Torero O Cara Carolina | Fontana 269 200 TF        |
| 7/1959  | Komm zurück, schöne Nina Ich wünsch mir was | Fontana 269 213 TF        |
| 11/1959 | Primadonna in meinem Herzen Du gehörst schon einem andern                                                                                         | Fontana 269 221 TF        |
| 2/1960  | Sophia Goodbye, my Darling | Fontana 269 236 TF        |
| 5/1960  | Du bist die Schönste Rote Rosen und blaue Träume                                                                                                  | Fontana 269 256 TF        |
| 11/1960 | In Barcelona Ich geh’ allein | Fontana 269 272 TF        |
| 11/1960 | Ich komme wieder (O sole mio) Vier kleine Schuhe                                                                                                  | Fontana 269 277 TF        |
| 5/1961  | Adieu-Lebewohl-Goodbye Oh, Madlen | Fontana 269 281 TF        |
| 7/1961  | Corinna, Corinna Tränen in deinen Augen | Fontana 269 284 TF        |
| 8/1961  | Hello, Mary-Lou (als Ricky Boys) Jeder Tag ist schön (als Ricky Boys)                                                                             | Philips 345 313 PF        |
| 9/1961  | Treu wie ein Hund (mit Leo Leandros; als Die guten Freunde) Die Story vom alten Joe (Die Pferdeballade) (mit Leo Leandros; als Die guten Freunde) | Philips 345 319 PF        |
| 11/1961 | Dreizehn Girls …das bist du | Fontana 269 286 TF        |
| 2/1962  | Ein verliebter Italiener Dein erster Kuß | Fontana 269 289 TF        |
| 6/1962  | Laß den Lippenstift zu Haus (mit Franco Duval; als Ricky Boys) Ein Kleid aus Seide (mit Franco Duval; als Ricky Boys)                             | Philips 345 378 PF        |
| 10/1962 | Carolin-Carolina Dir hat der Mond den Kopf verdreht                                                                                               | Fontana 269 297 TF        |
| 2/1963  | Und dein Zug fährt durch die Nacht Weine nie | Fontana 269 298 TF        |
| 4/1963  | Kleine Nervensäge Monika Vor deinem Fenster | Fontana 269 300 TF        |
| 4/1963  | Nummer eins in meinem Herzen Wann wird es wieder so sein                                                                                          | Fontana 269 301 TF        |
| 1963    | Go On, Billy (mit Franco Duval; als Ricky Boys) Sweet Rosalie (mit Franco Duval; als Ricky Boys)                                                  | Philips 345 601 PF        |
| 1963    | Weil ich dich liebe Viel zu schön | Philips 345 636 PF        |
| 1963    | Muß das sein (als Ricky Boys) My Sunny Baby (als Ricky Boys)                                                                                      | Philips 345 653 PF        |
| 1964    | Veronika Josefin | Philips 345 729 PF        |
| 1964    | Eine blond, eine braun Ich bin verliebt in deinen Mund                                                                                            | Philips 345 777 PF        |
| 1965    | Einsam geh’ ich durch die dunkle Nacht Mein Sohn, sei schlau                                                                                      | Philips 345 810 PF        |
| 1965    | Zorba’s Tanz (aus dem Film Alexis Sorbas) Wenn du auch einen andern küßt                                                                          | Philips 345 847 PF        |
| 1965    | Das glaub’ ich nie von dir Wer kann das schon | Philips 345 858 PF        |
| 1966    | Fremde in der Nacht Geh’ nicht im großen Glück vorbei                                                                                             | CBS 2219                  |
| 1966    | Alle meine Träume Wer weiß, was morgen ist | CBS 2292                  |
| 1967    | Das ist nur durch dich so schön Ein Zug fährt ab                                                                                                  | CBS 2527                  |
| 1967    | So wie’s früher einmal war Irgendwann | CBS 2693                  |
| 1967    | Wenn ich bei Dir bin Das macht mir gar nichts aus                                                                                                 | CBS 2877                  |
| 1968    | Dann fällt der Abschied nicht so schwer Einer allein                                                                                              | CBS 2907                  |
| 1968    | Man gratuliert mir (Congratulations) Es war kein Spiel                                                                                            | CBS 3419                  |
| 1968    | Das ist mein Weg Eine Welt aus Sonnenschein | Columbia C 23 835         |
| 1968    | Sommersonnenschein Meinen Namen sollst du tragen                                                                                                  | Columbia C 23 971         |
| 1969    | Der Blitz schlug ein Goldenes Haar | EMI Columbia 1 C006-28719 |
| 1969    | Summa Summarum Try, Try, Try Again | EMI Columbia 1 C006-28745 |
| 1970    | Heute Nacht (El Condor Pasa) Das groß Los | EMI Columbia 1 C006-28762 |
| 1970    | Frage die Liebe Du gehst neben mir | EMI Columbia 1 C006-28789 |
| 1973    | Weine nicht, wenn du einsam bist Sweet Caroline                                                                                                   | BASF Records 05 19046     |
| 1973    | Bleib’ für immer, Lydia Laury | BASF 05 19140             |
| 1973    | Du, ich, wir beide In dem Garten verlorener Träume                                                                                                | BASF 05 19149             |
| 1973    | Ein Mädchen zum verlieben Eine Welt für mich | BASF 05 19167             |
| 1973    | Señorina Die Mädchen mit den traurigen Augen | BASF 05 19198             |
| 1974    | Julia Du bist viel zu schön | BASF 05 11141             |
| 1975    | Und dein Zug fährt durch die Nacht (Hit-Version ’75) Einmal seh’n wir uns wieder                                                                  | BASF 06 19238             |
| 1977    | Adieu Adeline (Ballade pour Adeline) Prelude pour un enfant                                                                                       | Philips 6003 659          |
| 1994    | Steig wieder auf (als Teil von Alle für Alle) –                                                                                                   | Bella Musica MD 32.4002   |

In der DDR erschienen von Peter Beil beim Label AMIGA sechs Lieder auf Schallplatte. Darunter waren auch Lieder, die in der DDR geschrieben wurden.

### Chartplatzierungen
| Jahr | Titel Album                        | Höchstplatzierung, Gesamtwochen, AuszeichnungChartsChartplatzierungen (Jahr, Titel, Album, Platzierungen, Wochen, Auszeichnungen, Anmerkungen) | Anmerkungen |
| Jahr | Titel Album                        | DE | Anmerkungen |
| ---- | ---------------------------------- | --- | ----------- |
| 1961 | Corinna, Corinna                   | DE6 (44 Wo.)DE |             |
| 1961 | Hello Mary Lou                     | DE1 (28 Wo.)DE |             |
| 1962 | Carolin, Carolina                  | DE20 (8 Wo.)DE |             |
| 1962 | Dir hat der Mond den Kopf verdreht | DE34 (8 Wo.)DE |             |
| 1962 | Kleine Nervensäge, Monika          | DE11 (28 Wo.)DE |             |
| 1963 | Und dein Zug fährt durch die Nacht | DE11 (20 Wo.)DE |             |
| 1963 | Nummer Eins In Meinem Herzen       | DE14 (12 Wo.)DE |             |
| 1963 | Weil ich dich Liebe                | DE38 (12 Wo.)DE |             |
| 1966 | Fremde in der Nacht                | DE24 (12 Wo.)DE |             |
| 1966 | Alle meine Träume                  | DE31 (6 Wo.)DE |             |
| 1969 | Sommersonnenschein                 | DE30 (4 Wo.)DE |             |
| 1970 | Der Blitz schlug ein               | DE33 (4 Wo.)DE |             |

## Belege
1. ↑  Caroline Beil kürt Miss Germany. In: B.Z., 12. Januar 2002
2. ↑  Abschied von Peter Beil – mit Luftballons. In: Hamburger Abendblatt, 24. April 2007
3. ↑  siehe dazu: DDR-Tanzmusik
4. ↑  Chartquellen: DE

| Personendaten    | Personendaten                                                 |
| ---------------- | ------------------------------------------------------------- |
| NAME             | Beil, Peter                                                   |
| KURZBESCHREIBUNG | deutscher Schlagersänger, Trompeter, Komponist und Bandleader |
| GEBURTSDATUM     | 9. Juli 1937                                                  |
| GEBURTSORT       | Hamburg                                                       |
| STERBEDATUM      | 13. April 2007                                                |
| STERBEORT        | Hamburg                                                       |